# Khám sức khỏe
Khám sức khỏe, kiểm tra thể chất hoặc khám lâm sàng là quá trình bác sĩ kiểm tra cơ thể bệnh nhân xem có dấu hiệu hoặc triệu chứng nào của tình trạng y tế không.  Nó thường bao gồm một loạt các câu hỏi liên quan đến lịch sử y tế của bệnh nhân, sau đó là kiểm tra các triệu chứng.  Cùng với lịch sử y tế và các phương tiện kiểm tra thể chất sẽ hỗ trợ bác sĩ trong việc xác định chẩn đoán chính xác và đưa ra kế hoạch điều trị.  Dữ liệu này sau đó trở thành một phần của hồ sơ y tế.
Một nghiên cứu tổng hợp của Cochrane cho thấy rằng các kỳ khám sức khỏe hàng năm thông thường không làm giảm đáng kể nguy cơ mắc bệnh hoặc tử vong, và ngược lại, có thể dẫn đến chẩn đoán quá mức và điều trị quá mức. Tuy nhiên, bài viết này không kết luận rằng việc liên lạc thường xuyên với bác sĩ là không quan trọng, đơn giản là việc kiểm tra thể chất thực tế có thể không cần thiết.

## Phân loại

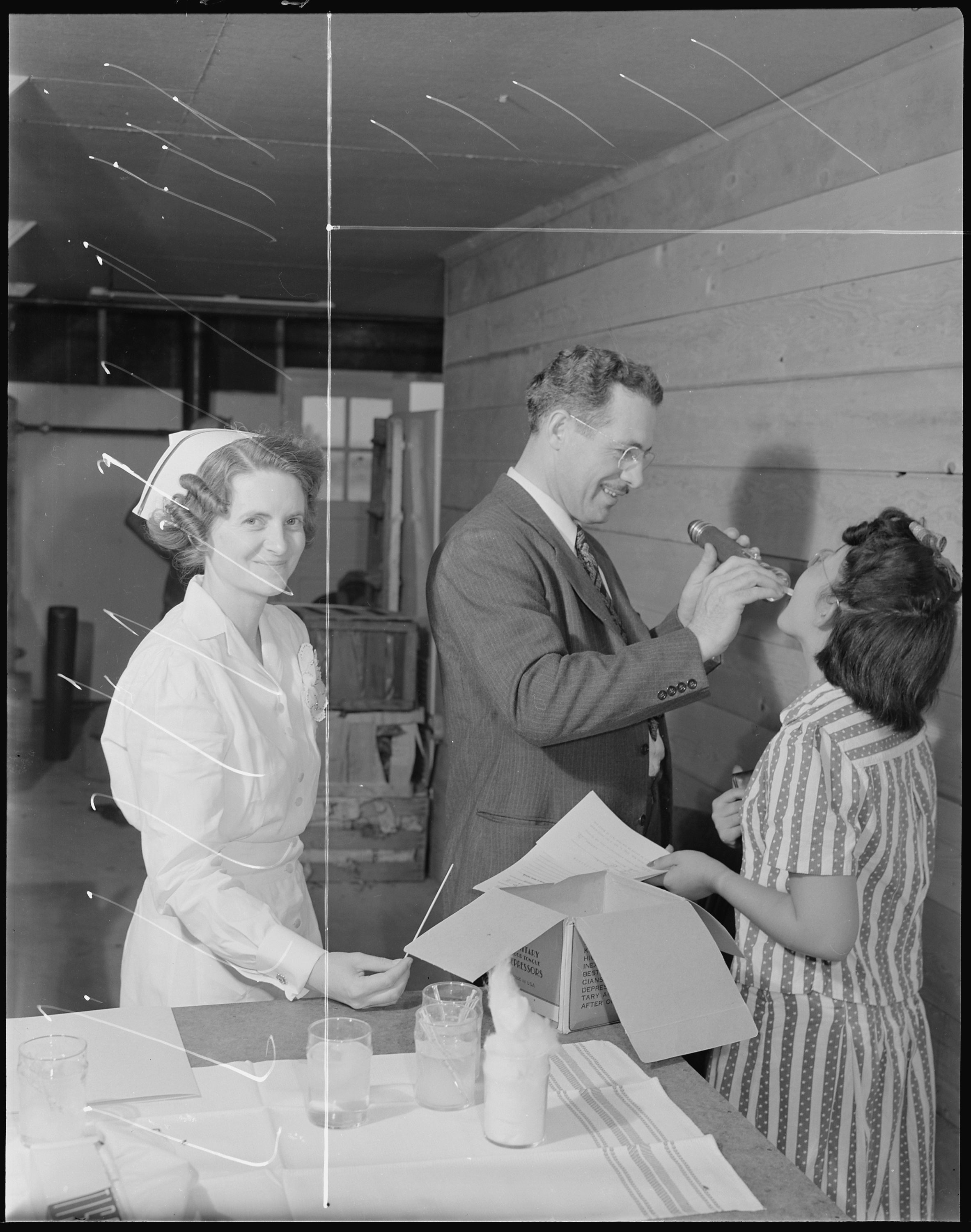
Một bác sĩ nội trú tại Trung tâm tái định cư Granada, kiểm tra cổ họng của bệnh nhân

### Khám sức khỏe định kỳ
Khám sức khỏe định kỳ là kiểm tra thể chất được thực hiện trên bệnh nhân không có triệu chứng cho mục đích sàng lọc y tế.  Chúng thường được thực hiện bởi bác sĩ nhi khoa, bác sĩ thực hành gia đình, trợ lý bác sĩ, y tá được chứng nhận hoặc nhà cung cấp dịch vụ chăm sóc chính khác.  Bài kiểm tra thể chất thông thường này thường bao gồm đánh giá HEENT.  Các chuyên gia điều dưỡng như y tá đã đăng ký, y tá thực hành có giấy phép xây dựng một đánh giá cơ bản để xác định các phát hiện bình thường và bất thường.  Những gì tìm thấy được báo cáo cho các nhà cung cấp chăm sóc chính.

### Khám sức khỏe toàn diện
Kiểm tra toàn diện về thể chất, còn được gọi là khám sức khỏe toàn diện, thường bao gồm xét nghiệm trong phòng thí nghiệm, chụp X quang ngực, kiểm tra chức năng phổi, thính lực, quét CAT toàn thân, EKG, kiểm tra căng thẳng tim, xét nghiệm tuổi mạch máu, xét nghiệm nước tiểu và chụp tuyến tiền liệt giới tính.

### Khám sức khỏe trước tuyển dụng
Khám sức khỏe trước tuyển dụng hay khám sức khỏe trước khi đi làm là các xét nghiệm sàng lọc đánh giá sự phù hợp của người lao động thuê dựa trên kết quả kiểm tra thể chất của họ. Nhiều người sử dụng lao động tin rằng chỉ bằng cách tuyển dụng những người lao động có kết quả kiểm tra thể chất vượt qua một số tiêu chí loại trừ nhất định, nhân viên của họ sẽ có ít sự vắng mặt do bệnh tật, ít chấn thương tại nơi làm việc và ít bệnh nghề nghiệp hơn.
Một số nhỏ bằng chứng chất lượng thấp trong nghiên cứu y khoa ủng hộ ý tưởng rằng kiểm tra thể chất trước khi đi làm thực sự có thể làm giảm sự vắng mặt, chấn thương tại nơi làm việc và bệnh nghề nghiệp.
Người sử dụng lao động không nên thường xuyên yêu cầu công nhân chụp x-quang lưng dưới của họ như một điều kiện để có được một công việc.  Lý do không làm điều này bao gồm việc kiểm tra như vậy không đủ để dự đoán các vấn đề trong tương lai, việc phơi nhiễm phóng xạ cho công nhân và chi phí của việc này.

### Khám sức khỏe để mua bảo hiểm
Đây là những kiểm tra sức khỏe được thực hiện như một điều kiện mua bảo hiểm y tế hoặc bảo hiểm nhân thọ.